# 符号权力
符号权力（法語：pouvoir symbolique，又译象征性权力），又称符号支配（domination symbolique，象征支配）或符号暴力（象征暴力），最早由法国社会学家皮埃尔·布迪厄引入，用于解释日常社会习惯中在有意识的主体身上维持的隐晦的、几乎无意识的文化/社会支配模式。符号权力解释了用来确认个人在社会等级制度中的位置而对他人使用的纪律，它有时出现于个人关系中，但最主要是通过制度体制 。
符号权力也称为软实力（soft power），它包括具有歧视性或伤害性意义或影响的行为，例如性别支配和种族主义。符号权力通过在特定场域的社会矩阵中的对权力关系的错误认识来维持其影响。虽然符号权力需要支配者，但它也需要被支配者接受他们的地位来实现二者的社会价值交换。

## 历史
符号权力的概念可以说是基于弗里德里希·恩格斯的虛假意識概念发展起来的。恩格斯认为，在资本主义制度下，对象和社会关系本身就嵌入了社会价值，而社会价值取决于参与互动的行为者本身。如果没有支配这种社会和物质价值交易的自然法则的幻觉，无产阶级就不会自愿有意识地支持与他们自身利益相抵触的社会关系。社会中的主导行动者必须有意识地接受这样一种意识形态秩序，不平等的社会关系才会出现。路易斯·阿尔都塞在他的意識形態國家機器的著作中进一步发展了该概念，认为意识形态国家机器的力量部分是基于符号压迫的。
符号权力的概念最早由皮埃尔·布迪厄在《区分》（La Distinction）中引入。布迪厄认为，在决定权力等级制度如何在社会中定位和再生产时，文化角色比经济力量更占主导地位。除了生产资料的所有权以外，地位和经济资本同样是维持在系统中的主导地位所必需的。个人除了拥有金融资本外，还可以拥有符号资本的想法，在布迪厄对权力等级的分析中发挥了关键作用。
例如，在阿尔及利亚卡拜尔社会的礼物互惠过程中，当双方财富不对等时，财富较多的赠与者“可能对接受者施加严格的等级和债务关系”。因此，符号权力从根本上说，是将思想和感知的范畴强加给被支配的社会主体，一旦受支配者开始根据这些范畴观察和评估世界——且未必意识到了自己视角的变化——他们会认为现有的社會秩序是公正的。这反过来又使社会结构持久化，而这种社会结构正是占主导地位的行动者所拥护且为其利益服务的。符号权力，如果是真实的，在某些意义上比身体暴力更强大，因为它植根于个人的行为模式和认知结构中，并且强加了社会对秩序合法性的畏惧。